# Kolka (Łotwa)
Kolka (liw. Kūolka) – miejscowość na Łotwie, w novadsie Talsi, siedziba pagastsu Kolka. Miejscowość leży w zachodniej Kurlandii, na przylądku Kolka, rozdzielającym Morze Bałtyckie i Zatokę Ryską. Ośrodek życia kulturalnego Liwów. W Kolce znajduje się cerkiew Narodzenia Pańskiego.